# Touliu
Touliu ((zh)) est une ville (en) et siège du comté de Yunlin, à Taïwan. Elle est accessible par la National Highway No. 3 (en).